# 奧列克西伊夫卡 (日梅林卡區)
48°57′25″N 28°3′50″E / 48.95694°N 28.06389°E
奧列克西伊夫卡（烏克蘭語：Олексіївка），是烏克蘭的村落，位於該國西南部文尼察州，由日梅林卡區負責管轄，面積1.2平方公里，海拔高度257米，2001年人口346，人口密度每平方公里288.33人。